# تشارلز مارتن (تربوي)
تشارلز مارتن (بالإنجليزية: Charles Martin)‏ هو تربوي أمريكي، ولد في 26 أبريل 1817 في فيرغينيس في الولايات المتحدة، وتوفي في 10 مارس 1888 في دانفيل في الولايات المتحدة.